# Верхний Струтинь
Ве́рхний Стру́тинь (укр. Верхній Струтинь) — село в Рожнятовской поселковой общине Калушского района Ивано-Франковской области Украины.
Население по переписи 2001 года составляло 1907 человек. Занимает площадь 20,648 км². Почтовый индекс — 77621. Телефонный код — 03474.